# Aeroportul Narromine
Aeroportul Narromine (IATA: QRM, ICAO: YNRM) este un aeroport din Noul Wales de Sud, Australia.
Situat la o altitudine de 237 m, aeroportul dispune de o singură pistă. Este operat de Narromine Shire⁠(d).